# 24 HRS
『24 HRS』（トゥエンティフォー・アワーズ）は、2016年にリリースされたオリー・マーズの5枚目のスタジオ・アルバムである。

## 収録曲
1. ユー・ドント・ノウ・ラヴ - You Don't Know Love
2. イヤーズ&イヤーズ - Years & Years
3. グロウ・アップ - Grow Up
4. アンプリディクタブル - Unpredictable
5. バック・アラウンド - Back Around
6. ディーパー - Deeper
7. 24 Hrs - 24 Hrs
8. プライベート - Private
9. ラヴ・ユー・モア - Love You More
10. ベター・ザン・ミー - Better Than Me
11. フローズ - Flaws
12. ザット・ガール - That Girl
13. ビフォー・ユー・ゴー - Before You Go
14. ベター・ウィズアウト・ユー - Better Without You
15. ハウ・マッチ・フォー・ユア・ラヴ - How Much for Your Love

日本盤ボーナストラック
1. ユー・ドント・ノウ・ラヴ（チート・コーズ・エクステンデッド・クラブ・ミックス） - You Don't Know Love (Cheat Codes Extended Club Mix)
2. ユー・ドント・ノウ・ラヴ（アコースティック） - You Don't Know Love (Acoustic)
3. グロウ・アップ（アコースティック） - Grow Up (Acoustic)